# DARPA Grand Challenge 2005
Die DARPA Grand Challenge 2005 war ein Robotikwettbewerb-Rennen zwischen autonomen Roboterfahrzeugen, das vom 8. bis 9. Oktober 2005 in der Mojave-Wüste im Südwesten der USA stattfand. Start und Ziel lagen in Primm, Nevada.
Das Rennen war der zweite Wettbewerb in dem von der Defense Advanced Research Projects Agency (DARPA) initiierten Programm zur Förderung der Entwicklung autonomer Fahrzeuge. Sieger des mit 2 Millionen Dollar dotierten Rennens wurde das Team um Prof. Sebastian Thrun der Stanford University mit einem modifizierten VW Touareg namens „Stanley“.
Zum Rennen registrierten sich insgesamt 195 Teams aus 36 US-Bundesstaaten sowie 4 weiteren Staaten. Aus diesen wurden nach einer Vorauswahl insgesamt 43 Teams zu einer Qualifikation eingeladen, um die Tauglichkeit ihrer Fahrzeuge unter Beweis zu stellen und sich so für das Rennen zu qualifizieren. Die Qualifikation überstanden 23 Fahrzeuge, die schließlich im Rennen gegeneinander antraten.

## Qualifikation
Zur Qualifikation (National Qualification Event (NQE)) wurden ursprünglich 40 Fahrzeuge ausgewählt. Am 23. August 2005 wurden 3 weitere Teams zur Qualifikation zugelassen. Die Qualifikation fand vom 27. September bis 5. Oktober in Fontana, Kalifornien auf der California Speedway statt. Es qualifizierten sich 23 von 43 Teams.
Am 6. Oktober transportierten die qualifizierten Teams ihre Fahrzeuge zum Startplatz. Der 7. Oktober war für Reparaturarbeiten vorgesehen.

## Rennen
Die Fahrzeuge starteten nacheinander in festen Zeitabständen, wobei 22 Fahrzeuge am 8. und eines am 9. Oktober startete. Fünf Teams konnten die volle Renndistanz von 131,6 Meilen (212,76 km) bis ins Ziel zurücklegen. Jedoch konnten nur vier der Teams auch das Zeitlimit von zehn Stunden einhalten.
Sieger der DARPA Grand Challenge 2005 ist das „Stanford Racing Team“ mit ihrem Fahrzeug „Stanley“. Stanley bewältigte den Kurs in 6 Stunden 53 Minuten und 8 Sekunden, was einer Durchschnittsgeschwindigkeit von 19,1 mph (30,7 km/h) entspricht. Zweiter und Dritter im Rennen wurde das im Vorjahr beste Team „Red Team“ bzw. „Red Team Too“ mit den Fahrzeugen „Sandstorm“ und „H1ghlander“. Sie benötigten 7:04:50, entsprechend 18,6 mph (29,9 km/h) und 7:14:00 entsprechend 18,2 mph (29,3 km/h).

## Teilnehmer
| Fahrzeug        | Team                                    | Team-Adresse                                               | Zeit (h:m) | Ergebnis                                            |
| --------------- | --------------------------------------- | ---------------------------------------------------------- | ---------- | --------------------------------------------------- |
| Stanley         | Stanford Racing Team                    | Stanford U., Palo Alto, Calif.                             | 6:54       | Erster Platz                                        |
| Sandstorm       | Red Team                                | Carnegie Mellon U., Pittsburgh, PA                         | 7:05       | Zweiter Platz                                       |
| H1ghlander      | Red Team Too                            | Carnegie Mellon U., Pittsburgh, PA                         | 7:14       | Dritter Platz                                       |
| Kat-5           | The Gray Team                           | The Gray Insurance Company, Metairie, La.                  | 7:30       | Vierter Platz                                       |
| TerraMax        | Team TerraMax                           | Oshkosh Truck Company, Oshkosh, Wisconsin                  | 12:51      | Keine Platzierung, da über dem 10 Stunden Zeitlimit |
| DEXTER          | Team ENSCO                              | ENSCO, Inc., Springfield, Va.                              | -          | Ausgeschieden nach 81 Meilen                        |
| Spirit          | Axion Racing                            | Westlake Village, Calif.                                   | -          | Ausgeschieden nach 66 Meilen                        |
| Cliff           | Virginia Tech Grand Challenge Team      | Virginia Tech., Blacksburg, Va.                            | -          | Ausgeschieden nach 44 Meilen                        |
| Rocky           | Virginia Tech Team Rocky                | Virginia Tech., Blacksburg, Va.                            | -          | Ausgeschieden nach 39 Meilen                        |
| ION             | Desert Buckeyes                         | Ohio State U., Columbus, Ohio                              | -          | Ausgeschieden nach 29 Meilen                        |
| DAD             | Team DAD                                | Digital Auto Drive/Velodyne Acoustics, Morgan Hill, Calif. | -          | Ausgeschieden nach 26 Meilen                        |
| Desert Rat      | Insight Racing                          | NC State U., Cary, N.C.                                    | -          | Ausgeschieden nach 26 Meilen                        |
| Xboxx           | Mojavaton                               | Grand Junction, Col.                                       | -          | Ausgeschieden nach 23,5 Meilen                      |
| Golem 2         | The Golem Group/UCLA                    | Los Angeles, Calif.                                        | -          | Ausgeschieden nach 22 Meilen                        |
| CajunBot        | Team Cajunbot                           | U. of LA, Lafayette, La.                                   | -          | Ausgeschieden nach 17 Meilen                        |
| RASCAL          | SciAutonics/Auburn Engineering          | Thousand Oaks, Calif.                                      | -          | Ausgeschieden nach 16 Meilen                        |
| Desert Tortoise | Intelligent Vehicle Safety Technologies | Littleton, Col.                                            | -          | Ausgeschieden nach 14 Meilen                        |
| NaviGATOR       | Team CIMAR                              | U. of FL, Gainesville, Florida                             | -          | Ausgeschieden nach 14 Meilen                        |
| Prospect 11     | Princeton University                    | Princeton U., N.J.                                         | -          | Ausgeschieden nach 10 Meilen                        |
| Spider          | Team Cornell                            | Cornell U., Ithaca, N.Y.                                   | -          | Ausgeschieden nach 9 Meilen                         |
| Alice           | Team Caltech                            | Calif. Inst. of Tech., Pasadena, Calif.                    | -          | Ausgeschieden nach 8 Meilen                         |
| JackBot         | MonsterMoto                             | Cedar Park, Texas                                          | -          | Ausgeschieden nach 7 Meilen                         |
| The Meteor      | Mitre Meteorites                        | MITRE Corp., McLean, Va.                                   | -          | Ausgeschieden nach 1 Meile                          |